# Bourton-on-the-Hill
Bourton-on-the-Hill è un villaggio e parrocchia civile dell'Inghilterra, appartenente alla contea del Gloucestershire.